# مایکل ایلی
مایکل براون(به انگلیسی: Michael Brown) با نام هنری مایکل ایلی (به انگلیسی: Michael Ealy) نام بازیگر آمریکایی است.

## فیلم‌شناسی
شهرتش بیشتر به دلیل بازی در فیلم‌های ۲ سریع و ۲ خشمگین، هفت زندگی، جهان زیرین: بیداری، چشمانشان نظاره‌گر خدا بود و آلموست هیومن است.